# روبرت هيغينز
روبرت هيغينز (بالإنجليزية: Robert P. Higgins)‏ (و. 1932  م) هو عالم حيوانات، وعالم حشرات، من الولايات المتحدة الأمريكية.